# 6-я византийская малая хроника
6-я византийская малая хроника — выписки из некоего исторического сочинения эпохи Комнинов, в настоящее время утерянного. Названа по изданию П. Шрайнера, где эта хроника приведена под номером 6. Сохранилась в рукописи ок. 1300 г. Содержит 3 заметки, повествующих об событиях, связанных с Комнинами, в период с 1118 по 1143 гг.

## Издания
- P. Schreiner. Die byzantinischen kleinchroniken. V. 1. Wien, 1975, p. 57-58.

## Переводы на русский язык
- 6-я византийская малая хроника в переводе А. С. Досаева на сайте Восточной литературы